# Грайфер, Валерий Исаакович
Валерий Исаакович Грайфер (20 ноября 1929, Баку — 24 апреля 2020, Москва) — советский и российский нефтяник; заместитель министра нефтяной промышленности СССР (1985—1992); председатель Совета директоров ПАО «ЛУКОЙЛ»; лауреат Ленинской премии и премии Правительства РФ.

## Биография

### Ранние годы
Родился 20 ноября 1929 года в Баку в русско-еврейской семье. Отец — Исаак Евелевич Грайфер (1903—1949) был военным строителем. Мать — Александра Яковлевна Сорокина (1907—1978) по образованию инженер-автодорожник. Практически всю жизнь трудилась в автодорожной отрасли, но творческая «закваска», видимо, в ней была всегда. Ведь сначала она окончила в Москве киноинститут, после чего ее отправили на кинофабрику в Баку. Там она снялась в немом фильме «Каштанка» в роли наездницы.
Поскольку отец был военным, были частые переезды: Хабаровск, потом — Свердловск, Армавир, Ярославль. А в 1946 году — Москва. За это время пришлось сменить 10 школ. Каких-то особых предпосылок к тому, чтобы выбрать профессию нефтяника, не было. Можно сказать, что выбор нефтяного института — простая случайность.
Поступал в первый медицинский, подал документы, хотя конкурс там был огромный. Сдал 4 экзамена и прошел на санитарно-гигиенический факультет, но гордость мужская заговорила и забрал документы. Пошел сначала в горный — там набор закончился, и в приемной комиссии посоветовали идти в нефтяной, где был недобор. А год был 1947-й. Мальчишек брали охотно. При поступлении учли экзамены, которые сдал в медицинский. Так и поступил. Жили в послевоенное время трудно, как впрочем, все. В вузе, например, носил перекрашенный в черный цвет китель отца, пока не ввели форму. Но, несмотря на бытовые тяготы, общую разруху, душевный подъем ощущался во всем — ведь страна только что победила страшного врага. К тому же учеба, веселая студенческая жизнь очень увлекла.

### Карьера
В 1952 году окончил Московский нефтяной институт имени И. М. Губкина по специальности «разработка нефтяных и газовых месторождений», после чего работал на предприятиях производственного объединения «Татнефть»: помощник мастера по добыче нефти, инженер по труду и нормированию, заведующий внутрипромысловой перекачкой, мастер по добыче нефти, начальник производственно-технического отдела (1952—1956); начальник отдела добычи нефти и газа — заместитель главного инженера объединения (1956—1957). В 1955 году вступил в КПСС. В 1957—1962 годы работал в управлении нефтяной промышленности Татарского совнархоза (начальник отдела добычи, переработки нефти и газа). В 1962—1964 годы — управляющий трестом «Татнефтегаз», в 1964—1972 — главный инженер — заместитель начальника производственного объединения «Татнефть».
С 1972 года — в Министерстве нефтяной промышленности СССР: начальник планово-экономического управления (в 1976 году окончил Институт народного хозяйства (заочно).);
в 1985—1990 годы — заместитель Министра нефтяной промышленности СССР, одновременно начальник «Главтюменьнефтегаз» — крупнейшего производственного объединения западносибирского нефтегазового комплекса. Под его руководством в Западной Сибири стали добывать 8 млн баррелей в день, что было сопоставимо с дневным объемом нефтедобычи Саудовской Аравии.
1990—1991 — заместитель председателя Научно-технического совета Министерства.
В 1992 году — исполнительный директор по научно-техническому прогрессу и экологии НК «Лукойл». С 1992 по 12 января 2010 года — генеральный директор ОАО «РИТЭК», с 2010 г. — председатель Совета директоров ОАО «РИТЭК». Одновременно с 1996 г. член Совета директоров, с 2000 г. — председатель Совета директоров ОАО «Лукойл».
С 1995 года — профессор Российского государственного университета нефти и газа им. И. М. Губкина, читает лекции по дисциплине «экономика нефтяной и газовой промышленности».
Избирался членом Тюменского обкома КПСС, депутатом Тюменского областного Совета народных депутатов, членом парткома Главтюменнефтегаза; делегатом XXVII съезда КПСС, XIX Всесоюзной и XXI Тюменской областной партийных конференций.

## Семья
Отец — Исаак Евелевич Грайфер (1903—1949, похоронен в Москве). Мать — Александра Яковлевна Сорокина (1907—1978, похоронена в Москве).
Жена Тамара Ивановна Грайфер (Петрова; 1933—2017, похоронена в Москве).
Дочери:
- Елена (р. 1956, в замужестве Панакова). Внук — Александр Панаков (1982—2001).

- Наталья (р. 1959, в замужестве Микоян)[1]. Внучка — Ксения Микоян (р. 1979). Правнук — Захарий Кочкарев (р. 2014).

## Научная деятельность
В 1967 году защитил кандидатскую диссертацию. Автор около 100 научных работ, 40 изобретений.
Академик Академии горных наук (с 1995), Международной топливно-энергетической академии (с 1997).

### Избранные труды
Источник — электронные каталоги РНБ
- Грайфер В. И. Подготовка нефти к переработке. — Казань : Таткнигоиздат, 1961. — 35 с. — (Библиотечка нефтяника; [2])
- Тронов В. П., Грайфер В. И., Закиров И. Г., Макарова В. К., Ручий В. X. Авторское свидетельство № 252530 от 14.10.1966 Отстойник для деэмульсации нефти
- Грайфер В. И., Тронов В. П., Губанов Б. Ф. Вопросы разрушения нефтяных эмульсий. — Казань : Таткнигоиздат, 1967. — 108 с.[3]
- Грайфер В. И. Некоторые особенности эксплуатации нефтяных месторождений в условиях прогрессирующей обводненности продукции скважин. (На примере Ромашкинского месторождения): Автореф. дис. … канд. техн. наук. — М., 1967. — 34 с.
- Тронов В. П., Закиров И. Г., Арзамасцев Ф. Г., Зеленин В. Т., Ручий В. Х., Грайфер В. И. Авторское свидетельство № 252246 от 17.04.1967 Устройство для борьбы с отложениями парафина в трубопроводах
- Тронов В. П., Закиров Н. Г., Грайфер В. И., Мансуров Э. И., Гарифуллин А. Г., Арзамасцев Ф. Г. 016. Авторское свидетельство № 347341 от 14.11.1967 Способ обезвоживания и обессоливания нефти
- Мингареев Р. Ш., Тронов В. П., Арзамасцев Ф. Г., Максутов Р. А., Грайфер В. И., Вахитов Г. Г., Саттаров У. Г., Арутюнов А. И., Байков Н. М. 017. Авторское свидетельство № 299529 от 04.12.1968 Способ обезвоживания и обессоливания нефти
- Вахитов Г. Г., Грайфер В. И., Габдуллин Т. Г., Лукьянов Е. П., Тронов В. П. 018. Авторское свидетельство № 317696 от 07.10.1969 Способ контроля кинетической устойчивости водонефтяных эмульсий
- Вахитов Г. Г., Грайфер В. И., Тронов В. П., Закиров И. Г., Саттаров У. Г., Малясов Ю. Д., Хусаинов Б. Х. Использование промысловых систем сбора для деэмульсации нефти // Нефтепромысловое дело. 1969. № 1. С.49-59. http://www.oil-industry.ru/annotation.php?ID=103607
- Тронов В. П., Грайфер В. И., Закиров И. Г., Макарова В. К., Орлинская В. П. Динамика разрушения эмульсии в различных узлах технологического оборудования // Вопросы бурения скважин и добычи нефти и экономики. Труды ТатНИИ. Вып. 13. Л.: Недра, 1969. С.136-148.
- Тронов В. П., Грайфер В. И., Закиров И. Г., Макарова В. К., Орлинская В. И., Доброскок Т. М., Махьянова К. И. Влияние гидродинамического и других факторов на разрушение эмульсии // Вопросы бурения скважин и добычи нефти и экономики. Труды ТатНИИ. Вып. 13. Л.: Недра, 1969. С.148-164.
- Тронов В. П., Грайфер В. И., Хасанова Г. Л., Петрова Г. А. Перспективная оценка влияния обводненности и опреснения пластовых вод на стойкость эмульсии // Вопросы бурения скважин и добычи нефти и экономики. Труды ТатНИИ. Вып. 13. Л.: Недра, 1969. С.164-169.
- Тронов В. П., Закиров И. Г., Грайфер В. И. и др. Промышленное применение трубной деэмульсации на установке по подготовке нефти // Нефтепромысловое дело. 1969, № 11. С.22-23.
- Тронов В. П., Грайфер В. И., Саттаров У. Г. Деэмульсация нефти в трубопроводах. — Казань : Таткнигоиздат, 1970. — 152 с.
- Тронов В. П., Грайфер В. И., Валиханов А. В. и др. Об использовании трубопроводов и резервуаров головных сооружений в технологическом цикле подготовки нефти // Транспорт и хранение нефти и нефтепродуктов. 1970, № 12. С.3-8.
- Тронов В. П., Вахитов Г. Г., Грайфер В. И. и др. Совмещенная технология подготовки нефти на промыслах Татарии // Нефтяное хозяйство. 1970, № 11. С.57-61.
- Разработка нефтяных месторождений Татарии с применением повышенного давления [Текст] / А. В. Валиханов, Г. Г. Вахитов, В. И. Грайфер и др. ; [Под ред. д-ра техн. наук, проф. Г. Г. Вахитова и д-ра геол.-минерал. наук, проф. С. А. Султанова]. — Казань : Таткнигоиздат, 1971. — 223 с.
- Тронов В. П., Вальшин Р. К., Грайфер В. И. Обессоливание нефти в трубопроводах // Нефтепромысловое дело. 1971, № 7. С.33-37.
- Тронов В. П., Грайфер В. И. Совмещение деэмульсации нефти с ее транспортированием // Нефтяник. 1971, № 4. С.12-14.
- Тронов В. П., Грайфер В. И. Совмещение деэмульсации нефти с ее транспортированием // Нефтяник. 1971, № 5. С.9-12.
- Тронов В. П., Грайфер В. И. Совмещение деэмульсации нефти с ее транспортированием // Нефтяник. 1971, № 10. С.10-13.
- Тронов В. П., Грайфер В. И. Обезвоживание и обессоливание нефти па установках с использованием эффектов трубной деэмульсации // Нефтяник. 1971, № 11. С.8-10.
- Тронов В. П., Грайфер В. И., Макарова В. К., Доброскок Т. М. Разрушение эмульсий в промысловых системах сбора // Бурения скважин, добыча нефти и экономика. Труды ТатНИИ. Вып. 15. Л.: Недра, 1971. С.197-204.
- Тронов В. П., Грайфер В. И., Орлинская В. П., Закиров И. Г., Малясов Ю. Д. О разрушении эмульсии в коммуникациях обессоливающих установок // Нефтепромысловое дело. 1971. № 2. С.49-53. http://www.oil-industry.ru/annotation.php?ID=104751
- Тронов В. П., Грайфер В. И., Саттаров У. Г. и др. О разрушении эмульсий в магистральных трубопроводах // Нефтепромысловое дело. 1971, № 9. С.27-31.
- Грайфер В. И. Оптимизация добычи нефти глубинными насосами. — Казань : Татар. кн. изд-во, 1973. — 214 с.
- Тронов В. П. , Грайфер В. И. Обезвоживание и обессоливание нефти: Из опыта работы объединения «Татнефть». — Казань : Тат. кн. изд-во, 1974. — 183 с.
- Грайфер В. И., Галустянц В. А., Виницкий М. М. Методология и практика управления инновационной деятельностью. на примере нефтедобывающей промышленности. — М.: Нефть и газ, 2002. — 348 с. — ISBN 5-7246-0186-9
- Грайфер В. И., Галустянц В. А., Виницкий М. М. Перспективное планирование и методы инновационной деятельности : на примере ОАО «РИТЭК». — М.: Нефть и газ, 2007. — 308 с. — ISBN 5-7246-0403-5
- Грайфер В. И., Галустянц В. А., Виницкий М. М., Шейнбаум В. С. Управление разработкой нефтяных и газовых месторождений. инновационная деятельность учебное пособие для студентов высших учебных заведений, обучающихся по направлению подготовки бакалавров и магистров 130500 «Нефтегазовое дело». — М.: Недра, 2008. — 299 с. — (Приоритетные национальные проекты . Образование). — ISBN 978-5-8365-0324-6
- Грайфер В. И., Даниленко М. А. Малый и средний бизнес в нефтяной промышленности России. — М. : Джет Пресс К, 2000. — 176 с. — ISBN k5-901423-01-1
- Грайфер В. И., Левин С. М. Совершенствование системы экономического механизма управления в нефтяной промышленности. — М.: ВНИИОЭНГ, 1976. — 55 с. — (Тематические научно-технические обзоры . Серия «Экономика нефтяной промышленности»)
- Грайфер В. И., Левин С. М., Фетисов А. А. Совершенствование хозяйственного механизма в нефтяной промышленности. — М. : ВНИИОЭНГ, 1982. — 36 с. — (Нефтяная промышленность : Обзор. информ. По основным направлениям развития отрасли / ВНИИ орг., упр. и экономики нефтегазовой пром-сти . Серия «Экономика нефтяной промышленности» ; Вып. 3 (8)).
- Грайфер В. И., Шумилов В. А., Каменев В. Н. Организация и технология капитального ремонта скважин. — М. : Недра, 1979. — 187 с.
- Лысенко В. Д., Грайфер В. И. Разработка малопродуктивных нефтяных месторождений. — М. : Недра Недра-бизнес-центр, 2001. — 562 с. — ISBN 5-8365-0074-6
- Лысенко В. Д., Грайфер В. И. Рациональная разработка нефтяных месторождений. — М.: Недра, 2005. — 607 с. — ISBN 5-8365-0177-7

## Награды
- орден «Знак Почёта» (1959)
- Заслуженный деятель науки и техники Татарской АССР (1966)
- орден Трудового Красного Знамени (1966)
- Заслуженный работник нефтяной и газовой промышленности РСФСР (1967)
- Отличник нефтедобывающей промышленности СССР (1967)
- медаль «За доблестный труд» (1970)
- орден Ленина (1971)
- Ленинская премия (1976)
- Почётный нефтяник (1979)
- медаль «Ветеран труда» (1984)
- медаль «300 лет Российскому флоту» (1996)
- Орден Дружбы (1996)
- Орден «За заслуги перед Отечеством» 4-й степени (1999)
- премия Правительства РФ в области науки и техники (2001)
- почётный гражданин Ханты-Мансийского АО (2001)
- золотой знак «Горняк России» (2002)
- лауреат Республиканского общественного конкурса «Республика Татарстан. XXI век» (2002)
- премия «Золотой РОСИНГ» (2003)
- орден «За возрождение России. XXI» (2003)
- премия имени Н. К. Байбакова (2004)
- медаль «В память 1000-летия Казани» (2005)
- Орден «За заслуги перед Отечеством» 3-й степени (2007)[4]
- «Золотой знак заслуги перед РГУ нефти и газа им. И. М. Губкина» (2009)
- Орден Александра Невского (2014)[5]
- почётные грамоты Президиума Верховного Совета Татарской АССР (1958), обкома ВЛКСМ Татарской АССР (1971), Миннефтепрома СССР и ЦК профсоюза рабочих нефтяной и газовой промышленности (1989), Президента РФ (2009)
- Заслуженный работник Компании (ОАО «ЛУКОЙЛ»)[6]
- Почётный работник топливно-энергетического комплекса[6]
- почётный гражданин Ямало-Ненецкого АО.

## Память
- В конце 2022 года авиакомпания «ЮТэйр» присвоила имя Валерий Грайфер самолёту Boeing 737-500 с бортовым номером RA-73042 (бывш. VP-BVZ).
- Месторождение им. В. И. Грайфера.[7]